# 扬·阿伦茨
扬·阿伦茨（荷蘭語：Jan Arends，1925年2月13日—1974年1月21日），荷兰作家和诗人。阿伦茨是一个私生子，从小性格孤僻，很少和社会交流，1974年自杀身亡。